# Valdemerilla
Valdemerilla (en carballés Valdemeriella) es una localidad española del municipio de Cernadilla, perteneciente a la provincia de Zamora, en la comunidad autónoma de Castilla y León. Está ubicada en la comarca de La Carballeda.

## Historia
En la Edad Media, Valdemerilla quedó integrado en el Reino de León, cuyos monarcas acometieron la repoblación del oeste zamorano.
Durante la Edad Moderna, estuvo integrado en el partido de Mombuey de la provincia de Zamora, en la cual se mantuvo, dentro de la Región Leonesa, al reestructurarse las provincias y crearse las actuales en 1833. En 1834 Valdemerilla se integró en el partido judicial de Puebla de Sanabria.
A mediados del siglo XIX, el lugar tenía contabilizada una población de 40 habitantes. Aparece descrito en el decimoquinto volumen del Diccionario geográfico-estadístico-histórico de España y sus posesiones de Ultramar de Pascual Madoz de la siguiente manera:

VALDEMERILLA: l. en la prov. de Zamora, part. jud. de la Puebla de Sanabria, dióc. de Astorga, aud. terr. y c. g. de Valladolid; es cab. del ayunt. de su mismo nombre, á que se hallan agregados los pueblos de Anta de Tera y Palazuelo. sit. en terreno desigual; su clima es frio, pero bastante sano. Tiene 18 casas; la consistorial; igl. parr. (San Lorenzo) anejo de Anta de Tera, servida por un coadjutor, y buenas aguas potables. Confina con la matriz y Palazuelo. El terreno es de mediana calidad y en parte de regadío. Los caminos son locales: recibe la correspondencia de la Puebla. prod.: lino, centeno y pastos; cria ganados, y caza de varios animales. ind.: telares de lienzos y estameñas. pobl.: 10 vec., 40 alm. cap. prod.: 29,196 rs. imp.: 2,782. contr.: 677 11.
(Madoz, 1849, p. 279)

En 1940 el municipio de Valdemerilla desapareció como tal, integrándose en el de Cernadilla.

## Demografía
| Gráfica de evolución demográfica de Valdemerilla entre 1842 y 1930 |
| |
| Población de derecho según los censos de población del INE Población de hecho según los censos de población del INEEntre el censo de 1857 y el anterior, crece el término del municipio porque incorpora a 495007 (Anta de Tera) y 495129 (San Salvador de Palazuelo) Entre el censo de 1940 y el anterior, este municipio desaparece porque se integra en el municipio 49048 (Cernadilla) |

| Población | 12 | 11 | 9 | 9 | 9 | 13 | 14 | 12 | 12 | 12 | 10 | 10 | 10 |

## Patrimonio
En la localidad hay una iglesia bajo la advocación de San Lorenzo.

## Fiestas
En esta localidad se rinde homenaje a San Tirso, el 28 de enero, y San Juan, el 24 de junio.